# روب جي.
روب جي. (بالإنجليزية: Rob G.)‏ هو فنان أمريكي، ولد في 4 ديسمبر 1973 في نيوبورت نيوز في الولايات المتحدة.

## وصلات خارجية
- الموقع الرسمي